# ザ・クロマニヨンズ ツアー 2013 イエティ 対 クロマニヨン
ザ・クロマニヨンズ ツアー 2013 イエティ 対 クロマニヨンは、日本のロックバンド、ザ・クロマニヨンズの初のライブ・アルバム。2013年12月25日発売。

## 概要
- CD初回盤/完全生産限定アナログ盤には、24p写真集が付いてくる。

## 収録曲
| 全編曲: ザ・クロマニヨンズ。 |                                                   |            |       |
| #                            | タイトル                                          | 作詞・作曲 | 時間  |
| 1.                           | 「Opening (イエティ 対 クロマニヨン 愛のテーマ)」 |            | 1:25  |
| 2.                           | 「突撃ロック」                                    | 甲本ヒロト | 2:24  |
| 3.                           | 「黄金時代」                                      | 真島昌利   | 3:37  |
| 4.                           | 「人間マッハ」                                    | 甲本ヒロト | 3:13  |
| 5.                           | 「涙の俺1号」                                     | 甲本ヒロト | 3:17  |
| 6.                           | 「チェリーとラバーソール」                        | 甲本ヒロト | 3:22  |
| 7.                           | 「欲望ジャック」                                  | 甲本ヒロト | 2:49  |
| 8.                           | 「ゴー ゲバ ゴー」                                | 甲本ヒロト | 2:27  |
| 9.                           | 「他には何も」                                    | 真島昌利   | 3:55  |
| 10.                          | 「団地の子供」                                    | 真島昌利   | 3:21  |
| 11.                          | 「ホッテンダー」                                  | 真島昌利   | 2:37  |
| 12.                          | 「恋に落ちたら」                                  | 真島昌利   | 3:01  |
| 13.                          | 「とがってる」                                    | 真島昌利   | 2:15  |
| 14.                          | 「日本の夏ロックンロール」                        | 真島昌利   | 1:57  |
| 15.                          | 「炎」                                            | 甲本ヒロト | 2:38  |
| 16.                          | 「ヘッドバンガー」                                | 甲本ヒロト | 2:55  |
| 17.                          | 「グリセリン・クイーン」                          | 真島昌利   | 3:04  |
| 18.                          | 「底なしブルー」                                  | 甲本ヒロト | 3:50  |
| 19.                          | 「鉄カブト」                                      | 甲本ヒロト | 2:10  |
| 20.                          | 「エイトビート」                                  | 甲本ヒロト | 3:35  |
| 21.                          | 「紙飛行機」                                      | 真島昌利   | 3:34  |
| 22.                          | 「燃えあがる情熱」                                | 真島昌利   | 5:17  |
| 23.                          | 「南から来たジョニー」                            | 真島昌利   | 5:17  |
| 24.                          | 「雷雨決行」                                      | 甲本ヒロト | 2:44  |
| 25.                          | 「ナンバーワン野郎!」                             | 真島昌利   | 3:51  |
| 合計時間:                    | 合計時間:                                         | 合計時間:  | 78:35 |

### 楽曲解説
「突撃ロック」
11thシングル。7thアルバム『YETI vs CROMAGNON』に収録。
「黄金時代」
7thアルバム『YETI vs CROMAGNON]』に収録。
「人間マッハ」
7thアルバム『YETI vs CROMAGNON]』に収録。
「涙の俺1号」
7thアルバム『YETI vs CROMAGNON]』に収録。
「チェリーとラバーソール」
7thアルバム『YETI vs CROMAGNON]』に収録。
「欲望ジャック」
6thアルバム『ACE ROCKER』に収録。
「ゴー ゲバ ゴー」
6thアルバム『ACE ROCKER』に収録。
「他には何も」
6thアルバム『ACE ROCKER』に収録。
「団地の子供」
7thアルバム『YETI vs CROMAGNON]』に収録。
「ホッテンダー」
7thアルバム『YETI vs CROMAGNON]』に収録。
「恋に落ちたら」
4thアルバム『MONDO ROCCIA』に収録。
「とがってる」
12thシングルのc/w。
「日本の夏ロックンロール」
7thアルバム『YETI vs CROMAGNON]』に収録。
「炎」
12thシングル。7thアルバム『YETI vs CROMAGNON]』に収録。
「ヘッドバンガー」
7thアルバム『YETI vs CROMAGNON]』に収録。
「グリセリン・クイーン」
6thシングル。
「底なしブルー」
5thアルバム『Oi! um bobo』に収録。
「鉄カブト」
4thアルバム『MONDO ROCCIA』に収録。
「エイトビート」
4thシングル。3rdアルバム『FIRE AGE』に収録。
「紙飛行機」
2ndシングル。2ndアルバム『CAVE PARTY』に収録。
「燃えあがる情熱」
7thアルバム『YETI vs CROMAGNON]』に収録。
「南から来たジョニー」
7thアルバム『YETI vs CROMAGNON]』に収録。
「雷雨決行」
10thシングル。6thアルバム『ACE ROCKER』に収録。
「ナンバーワン野郎!」
9thシングル。6thアルバム『ACE ROCKER』に収録。

## 参加アーティスト
ザ・クロマニヨンズ
- 甲本ヒロト
- 真島昌利
- 小林勝
- 桐田勝治